# Efter Nio
Efter Nio är ett finlandssvenskt samtalsprogram som sänds måndagar kl. 21.00 på Yle Fem och Yle Arenan, där det också kan ses utomlands. Första avsnittet sändes 25 augusti 2014 och sedan dess har över 350 timmeslånga avsnitt producerats.
Programledare är Sonja Kailassaari och Janne Grönroos. Grönroos tog över efter Mårten Svartström i januari 2021.

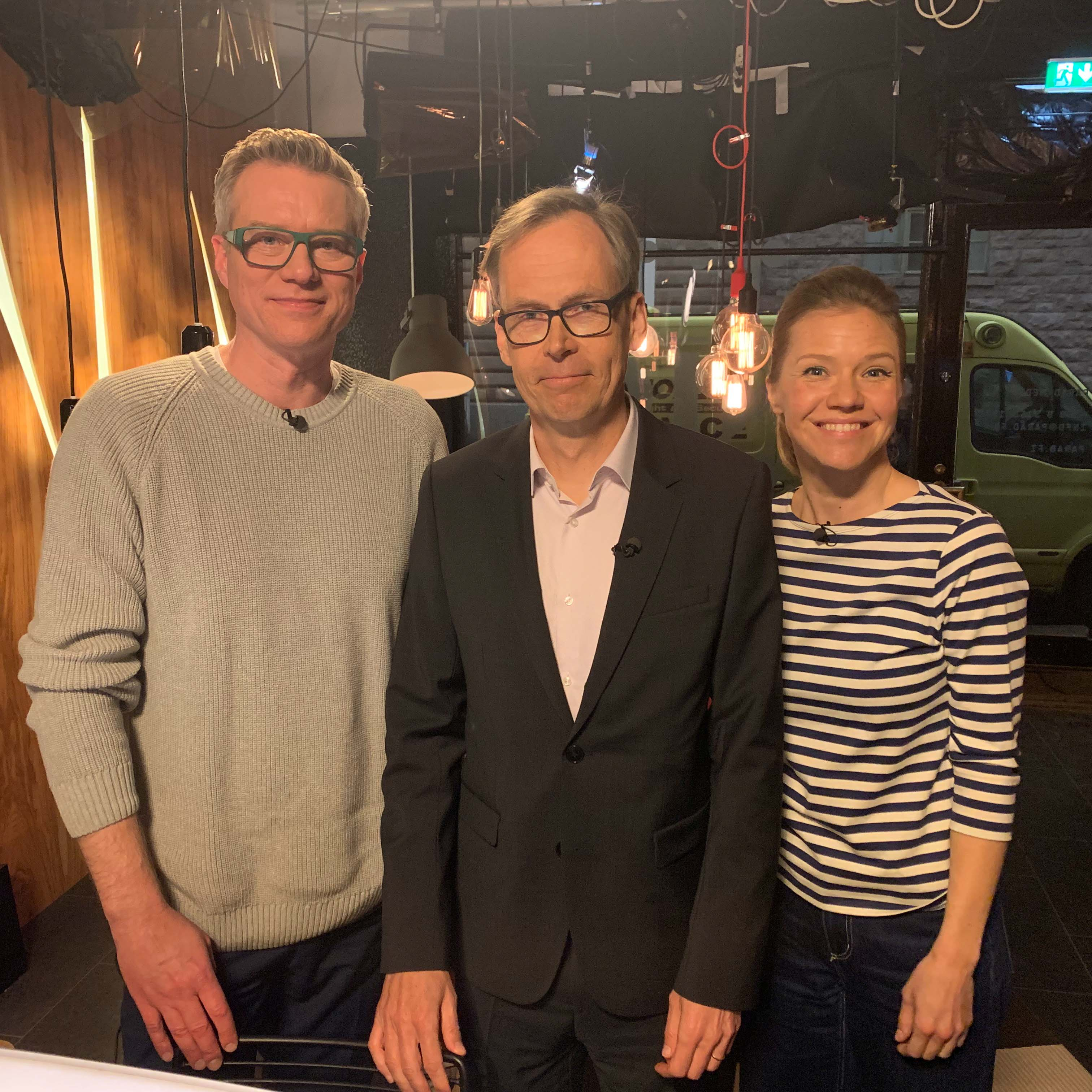
Efter Nio-värdarna Mårten Svartström och Sonja Kailassaari med gäst Kaj Arnö under programmet 15.4.2019

Formatet är en inspelad talkshow med studiointervjuer där intressanta gäster bjuder på insikter, erfarenheter, humor, fakta och fascinerande livsöden. I varje avsnitt bekantar sig programledarna med olika fenomen, idrottsgrenar, etc. Varje avsnitt kretsar kring ett tema. 
En föregångare till Efter Nio var morgonprogrammet Min Morgon, som sändes 2010-2014 på Yle Fem.
Efter Nio görs av produktionsbolaget Parad Media.

## Urval av kända gäster
| 2025                  | 2024              | 2023            | 2022                   | 2021               | 2020           | 2019             |
| --------------------- | ----------------- | --------------- | ---------------------- | ------------------ | -------------- | ---------------- |
| KAJ                   | Benjamin Ingrosso | Robert Helenius | Alexander Stubb        | Isabella Löwengrip | Li Andersson   | André Wickström  |
| Laura Malmivaara      | Arttu Wiskari     | Käärijä         | Eva Dahlgren           | Sanna Marin        | Kjell Westö    | Krista Siegfrids |
| Peter Sjölund         | Miriam Bryant     | Björn Wahlroos  | Christoffer Strandberg | Aku Hirviniemi     | Krista Kosonen | Kaj Arnö         |
| Tarja Halonen         | Lisa Miskovsky    | Samu Haber      | Esa Saarinen           | Inger Nilsson      |                |                  |
| Ismo Leikola          | Sås och Kopp      |                 | Timo Soini             |                    |                |                  |
| Jonna Tervomaa        | Jannika B         |                 | Hjallis Harkimo        |                    |                |                  |
| Hanna Pakarinen       | Tobias Zilliacus  |                 | Tommy Hellsten         |                    |                |                  |
| Anna-Maja Henriksson  | Robin Packalen    |                 | Pär Stenbäck           |                    |                |                  |
| Pirkka-Pekka Petelius | Pekka Haavisto    |                 |                        |                    |                |                  |
|                       | Ben Zyskowicz     |                 |                        |                    |                |                  |
|                       | Eva Wahlström     |                 |                        |                    |                |                  |
|                       | Emil Lindholm     |                 |                        |                    |                |                  |